# Onukiades longitudinalis
Onukiades longitudinalis är en insektsart som beskrevs av Huang 1992. Onukiades longitudinalis ingår i släktet Onukiades och familjen dvärgstritar. Inga underarter finns listade i Catalogue of Life.